# レーハ (小惑星)
レーハ（573 Recha）は、小惑星帯に位置する小惑星。ハイデルベルクのケーニッヒシュトゥール天文台でマックス・ヴォルフによって発見された。
ドイツの詩人・劇作家、ゴットホルト・エフライム・レッシングの『賢者ナータン』（Nathan der Weise）に登場するナータンの娘、レーハから命名された。